# Acianthera pantasmoides
Acianthera pantasmoides är en orkidéart som först beskrevs av Charles Schweinfurth, och fick sitt nu gällande namn av Alec M. Pridgeon och Mark W. Chase. Acianthera pantasmoides ingår i släktet Acianthera och familjen orkidéer. Inga underarter finns listade i Catalogue of Life.